# Moneda extranjera
Las compras y ventas que se realizan con empresas en el extranjero se conocen generalmente como operaciones en moneda extranjera y se deben registrar en la unidad monetaria del país al que pertenece la entidad.

## Normatividad
La normatividad para su registro contable se encuentra en la NIF B-15, referente a las operaciones en moneda extranjera y conversión de los estados financieros de operaciones extranjeras. 
En el caso de operaciones a crédito, se generan cuentas por cobrar, o cuentas por pagar que deberán controlarse mediante registros auxiliares donde se identifique el importe de la cuenta por cobrar o por pagar en cuenta corriente, y el de moneda extranjera, se deberá presentar en forma independiente del balance general. 
Al momento de la operación inicial se toma el tipo de cambio vigente que se denomina "tipo de cambio histórico". 

### En México
La ley del impuesto sobre la renta en el capítulo IX de las obligaciones de las personas morales, en el artículo 76° establece que: 
"Los contribuyentes que obtengan ingreso de los señalados en este título, además de las obligaciones establecidas en otros artículos de esta ley, tendrán que llevar la contabilidad conforme al Código Fiscal de la Federación en su fracción n°I que dice que se debe llevar la contabilidad con el CFF, su reglamento y el de esta ley, además de efectuar los registros en la misma".
Para solventar obligaciones denominadas en moneda extranjera pagaderas en la República Mexicana se sustenta en el principio de determinar un promedio realizado por el Banco de México sobre las cotizaciones proporcionadas o las instituciones financieras autorizadas para operar en el mercado cambiario, efectuando su publicación el Diario Oficial de la Federación el día hábil siguiente. 
Tratándose de operaciones sin adquisición de (moneda extranjera) m/e se obtendrá su equivalente en moneda nacional (m/n), usando el tipo de cambio que el Banco de México publique. 

#### Reglamento del Código Fiscal de la Federación
- Capítulo IV de la contabilidad, Art. 35: Para efectos del artículo 28° del RCFF Frac. I y II se tendrán los registros y asientos contables que deben llevarse analíticamente.

## Métodos
Existen diferentes métodos, entre los cuales son: 
- Tipo variable.
- Tipo fijo (cuenta complementaria de resultados, de balance y de balance al 1x1).
- Tipo de remesa previa de fondos.
- Tipo de compra.

### Tipo variable
Este procedimiento se denomina así porque el registro de las operaciones realizadas en moneda extranjera se efectúan en ambas dentro de una sola cuenta y al tipo de cambio que rija la fecha en la que se realizó la operación aun cuando sea diferente en cada una de ellas. 
Para lograr registrar dentro de una misma cuenta la moneda extranjera, así como equivalente se utilizan dos columnas, las cuales son el "debe" y el "haber" en el auxiliar de cada proveedor extranjero, lo cual permite registrar cada operación en moneda tanto nacional, como extranjera. 
El sistema de tipo variable es adecuado para el registro en las épocas en las que el tipo de cambio varía frecuentemente, tomando en cuenta que las diferencias se determinarán hasta que se salden las cuentas o se formulen los Estados Financieros.

### Tipo fijo al 1x1
Este sistema consiste en abonar o cargar a la cuenta de proveedores extranjeros a la equivalencia del 1x1, registrando la diferencia entre éste y el tipo real en la cuenta complementaria de proveedores extranjeros. 
En este sistema se supone que la equivalencia de la moneda nacional con respecto a la extranjera es a la par, es decir, que la unidad monetaria del país al que se pertenece equivale a un dólar, libra, yen, etc. aunque el tipo de cambio de moneda de que se trata ya sea mayor o menor. 

### Pasivo en libros
Es el saldo de la cuenta de proveedores extranjeros en moneda nacional (m/n). 

### Pasivo real
Es el resultado que surge de multiplicar el saldo de moneda extranjera por el tipo de cambio a la fecha del balance, o bien a la fecha en la que se liquida la operación. 
- Nota: Cuando el "pasivo en libros" sea menor al "pasivo real" la diferencia constituye un aumento en el pasivo y representará un perjuicio para la empresa, ya que será una pérdida en cambios. Mas cuando el "pasivo en libros" sea mayor al "pasivo real" constituye una disminución en el pasivo y representará un beneficio por ser una utilidad en cambios.

## Ejemplo de tipo variable
| Fecha    | Concepto                    | Debe       | Haber       | Saldo      | Tipo de cambio | Debe      | Haber     | Saldo     |
| -------- | --------------------------- | ---------- | ----------- | ---------- | -------------- | --------- | --------- | --------- |
| 12/02/16 | Compra sobre facultura n°10 |            | US$ 3,000.- | US$3,000.- | $17.90         |           | $53,700.- | $53,700.- |
| 15/02/16 | Pago a cuenta.              | US$1,000.- |             | US$2,000.- | $18.10         | $18,100.- |           | $35,600.- |
| 18/02/16 | Ajuste por cierre del mes.  |            |             | US$2,000.- | $17.95         |           | $300.-    | $35,900.- |

## Ejemplo de cuenta complementaria al 1x1
1) Se compra a crédito mercancía por un total en dólares de US$ 15,000.- estando el tipo de cambio a la fecha de la facturación a $17.80
| Concepto                | Concepto                                | Cargo     | Abono     |
| ----------------------- | --------------------------------------- | --------- | --------- |
| Mercancías en tránsito. |                                         | $267,000. |           |
|                         | Proveedores extranjeros.                |           | $15,000.  |
|                         | Complementaria proveedores extranjeros. |           | $252,000. |

2) Suponiendo que se hace un pago a cuenta por la cantidad de US$4,000, estando el tipo de cambio a $17.30. 
| Concepto                                | Concepto | Cargo    | Abono    |
| --------------------------------------- | -------- | -------- | -------- |
| Proveedores extranjeros.                |          | $4,000.  |          |
| Complementaria proveedores extranjeros. |          | $65,200. |          |
|                                         | Bancos   |          | $69,200. |

3) A la fecha del balance el tipo de cambio es de $18.10
| Pasivo en libros   | Pasivo en libros |
| ------------------ | ---------------- |
| $11,000 + $186,800 | $197,800.        |
| Pasivo real        |                  |
| $11,000 x $18.10   | $199,100.        |

4) Después de verificar la diferencia notaremos que hay una pérdida en cambios de $1,300, por lo que se realizará el siguiente asiento: 
| Concepto            | Concepto                                | Cargo    | Abono    |
| ------------------- | --------------------------------------- | -------- | -------- |
| Gastos financieros. |                                         | $1,300.- |          |
|                     | Complementaria proveedores extranjeros. |          | $1,300.- |